# Martin Antauer
Martin Antauer (* 1. April 1967 in Sankt Pölten) ist ein österreichischer Politiker (FPÖ). Von 2023 bis 2025 war er Abgeordneter zum Landtag von Niederösterreich, seit dem 3. Juli 2025 ist er Landesrat für Sicherheit, Asyl und Zivilschutz der niederösterreichischen Landesregierung Mikl-Leitner III.

## Leben
Antauer maturierte im Jahr 1986 am Bundesrealgymnasium St. Pölten.
Martin Antauer politische Karriere begann im Jahr 2016, als er in den Gemeinderat von St. Pölten gewählt wurde. Der Gemeinderat wählte ihm im Jahr 2016 zu Stadtrat von St. Pölten. Im November desselben Jahres wurde er zum Bezirksobmann der Freiheitliche Wirtschaft St. Pölten/Lilienfeld gewählt. 2021 wurde der in den Gemeinderat wiedergewählt. Als Stadtrat wurde er nicht wiedergewählt. Später im selben Jahr wurde er zum Bezirksparteiobmann St. Pölten der FPÖ bestellt. 2023 wurde Antauer in den Landtag von Niederösterreich gewählt.
Seit dem Jahr 2000 ist er Stellvertreter des Vorsitzenden in der APK Holding Privatstiftung.
Im Mai 2025 wurde er vom Landesparteivorstand als Nachfolger von Christoph Luisser als Landesrat in der Landesregierung Mikl-Leitner III nominiert und am 3. Juli 2025 angelobt. Sein Landtagsmandat ging an Christian Brenner.